# Академічне веслування на літніх Олімпійських іграх 2016 — двійки (жінки)
Змагання з академічного веслування серед двійок (жінки) на літніх Олімпійських іграх 2016 пройшли з 7 по 13 серпня в Лагуні Родрігу-ді-Фрейташ. Участь брали 30 спортсменок.

## Призери
| Золото                                  | Срібло                                    | Бронза                                    |
| Гелен Гловер (GBR) Гезер Стеннінг (GBR) | Женев'єв Берент (NZL) Ребекка Скоун (NZL) | Анне Андерсен (DEN) Лерке Расмуссен (DEN) |

## Рекорди
Станом на 7 серпня 2016 світовий і олімпійський рекорди були такими:
| Світовий рекорд     | Гелен Гловер та Гезер Стеннінг (Велика Британія) | 06:52,790 | Познань, Польща         | 19 червня 2016 |
| Олімпійський рекорд | Гелен Гловер та Гезер Стеннінг (Велика Британія) | 06:57,290 | Лондон, Велика Британія | 28 липня 2012  |

## Розклад
Час місцевий (UTC−3).
| Дата      | Час         | Раунд            |
| --------- | ----------- | ---------------- |
| 7 серпня  | 10:10–10:30 | Попередній етап  |
| 8 серпня  | 09:10       | Відбірковий етап |
| 10 серпня | 08:30–08:40 | Півфінали        |
| 12 серпня | 09:30       | Фінал B          |
| 12 серпня | 10:40       | Фінал A          |

## Змагання

### Попередній етап
Перші три спортсмени з кожного заїзду безпосередньо проходять до півфіналу змагань. Всі інші спортсмени потрапляють у втішний заїзд, де будуть розіграні ще три місця до півфіналу.

#### Заїзд 1
| Місце | Спортсмен                                   | Час     |
| ----- | ------------------------------------------- | ------- |
| 1     | Гелен Гловер (GBR) Гезер Стеннінг (GBR)     | 7:05,05 |
| 2     | Анне Андерсен (DEN) Лерке Расмуссен (DEN)   | 7:05,28 |
| 3     | Керстін Гартманн (GER) Катрін Маршанд (GER) | 7:17,98 |
| 4     | Дженніфер Мартінс (CAN) Крісті Нерс (CAN)   | 7:22,99 |
| 5     | Алетта Йоррітсма (NED) Карін Робберс (NED)  | 7:23,10 |

#### Заїзд 2
| Місце | Спортсмен                                 | Час     |
| ----- | ----------------------------------------- | ------- |
| 1     | Женев'єв Берент (NZL) Ребекка Скоун (NZL) | 7:09,23 |
| 2     | Кейт Крістовіц (RSA) Лі-Анн Перссе (RSA)  | 7:11,29 |
| 3     | Чжан Мінь (CHN) Мяо Тянь (CHN)            | 7:15,66 |
| 4     | Ноемі Кобер (FRA) Марі Ле Неве (FRA)      | 7:26,28 |
| 5     | Алнеа Фурман (BLR) Інна Нікуліна (BLR)    | 7:35,23 |

#### Заїзд 3
| Місце | Спортсмен                                     | Час     |
| ----- | --------------------------------------------- | ------- |
| 1     | Грейс Лучак (USA) Феліс Мюллер (USA)          | 7:05,14 |
| 2     | Анна Боада Пейро (ESP) Айна Сід (ESP)         | 7:12,00 |
| 3     | Анна Вєжбовська (POL) Марія Вєжбовська (POL)  | 7:12,82 |
| 4     | Алессандра Пателлі (ITA) Сара Бертолазі (ITA) | 7:13,06 |
| 5     | Крістіна Грігораш (ROU) Лаура Опря (ROU)      | 7:18,16 |

### Відбірковий етап
| Місце | Спортсмен                                     | Час     |
| ----- | --------------------------------------------- | ------- |
| 1     | Крістіна Грігораш (ROU) Лаура Опря (ROU)      | 7:55,25 |
| 2     | Алессандра Пателлі (ITA) Сара Бертолазі (ITA) | 7:58,89 |
| 3     | Ноемі Кобер (FRA) Марі Ле Неве (FRA)          | 7:59,44 |
| 4     | Дженніфер Мартінс (CAN) Крісті Нерс (CAN)     | 8:01,09 |
| 5     | Алетта Йоррітсма (NED) Карін Робберс (NED)    | 8:03,07 |
| 6     | Алнеа Фурман (BLR) Інна Нікуліна (BLR)        | 8:07,16 |

### Півфінали
З кожного півфінального заїзду три перших спортсмена проходять до фіналу A, решта до фіналу B.

#### Заїзд 1
| Місце | Спортсмен                                     | Час     |
| ----- | --------------------------------------------- | ------- |
| 1     | Гелен Гловер (GBR) Гезер Стеннінг (GBR)       | 7:18,69 |
| 2     | Грейс Лучак (USA) Феліс Мюллер (USA)          | 7:20,93 |
| 3     | Кейт Крістовіц (RSA) Лі-Анн Перссе (RSA)      | 7:24,03 |
| 4     | Крістіна Грігораш (ROU) Лаура Опря (ROU)      | 7:29,20 |
| 5     | Анна Вєжбовська (POL) Марія Вєжбовська (POL)  | 7:39,12 |
| 6     | Алессандра Пателлі (ITA) Сара Бертолазі (ITA) | 7:45,44 |

#### Заїзд 2
| Місце | Спортсмен                                   | Час     |
| ----- | ------------------------------------------- | ------- |
| 1     | Анне Андерсен (DEN) Лерке Расмуссен (DEN)   | 7:27,56 |
| 2     | Женев'єв Берент (NZL) Ребекка Скоун (NZL)   | 7:29,67 |
| 3     | Анна Боада Пейро (ESP) Айна Сід (ESP)       | 7:30,79 |
| 4     | Чжан Мінь (CHN) Мяо Тянь (CHN)              | 7:30,90 |
| 5     | Керстін Гартманн (GER) Катрін Маршанд (GER) | 7:39,79 |
| 6     | Ноемі Кобер (FRA) Марі Ле Неве (FRA)        | 7:44,81 |

### Фінали

#### Фінал B
| Місце | Спортсмен                                     | Час     |
| ----- | --------------------------------------------- | ------- |
| 1     | Чжан Мінь (CHN) Мяо Тянь (CHN)                | 7:17,12 |
| 2     | Керстін Гартманн (GER) Катрін Маршанд (GER)   | 7:18,57 |
| 3     | Крістіна Грігораш (ROU) Лаура Опря (ROU)      | 7:19,63 |
| 4     | Анна Вєжбовська (POL) Марія Вєжбовська (POL)  | 7:21,53 |
| 5     | Алессандра Пателлі (ITA) Сара Бертолазі (ITA) | 7:24,51 |
| 6     | Ноемі Кобер (FRA) Марі Ле Неве (FRA)          | 7:26,55 |

#### Фінал A
| Місце | Спортсмен                                 | Час     |
| ----- | ----------------------------------------- | ------- |
| 1     | Гелен Гловер (GBR) Гезер Стеннінг (GBR)   | 7:18,29 |
| 2     | Женев'єв Берент (NZL) Ребекка Скоун (NZL) | 7:19,53 |
| 3     | Анне Андерсен (DEN) Лерке Расмуссен (DEN) | 7:20,71 |
| 4     | Грейс Лучак (USA) Феліс Мюллер (USA)      | 7:24,77 |
| 5     | Кейт Крістовіц (RSA) Лі-Анн Перссе (RSA)  | 7:28,50 |
| 6     | Анна Боада Пейро (ESP) Айна Сід (ESP)     | 7:35,22 |